# Mobile commerce
Mobile Commerce (conosciuto anche come M-Commerce) indica la capacità di gestire il commercio elettronico (e-commerce) attraverso l'uso di un dispositivo mobile come un telefono cellulare, un PDA oppure uno Smartphone. Il Mobile Commerce viene definito nel seguente modo:

"Il Mobile Commerce è una qualsiasi transazione che implica il trasferimento di proprietà o di diritti all'uso di beni e servizi, la quale è avviata e/o conclusa attraverso l'uso di dispositivi mobili connessi ad una rete di computer."

## Storia
I primi accenni di M-Commerce si hanno alla fine degli anni ‘90, quando diverse aziende hanno l'idea di utilizzare i telefoni cellulari per la vendita di prodotti e servizi. Ad esempio nel 1997 la Coca Cola installò dei distributori automatici che accettavano il pagamento anche attraverso l'uso di un Sms.
Nel 2000 in Austria viene data la possibilità di acquistare biglietti dei treni attraverso un telefono cellulare, mentre in Giappone viene utilizzato lo stesso sistema per la vendita di biglietti aerei.
Nel 2001 a Londra viene tenuta la prima conferenza dedicata all'M-Commerce e già dal 2003 all'Università di Oxford vengono avviati i primi corsi brevi dedicati a questo nuovo fenomeno.
Lo sviluppo definitivo dell'M-Commerce avviene nel 2008 favorito dalla diffusione di PDA e Smartphone che inducono le aziende ad utilizzarli per una comunicazione più efficace con i propri clienti.
Questo spinge i grandi colossi della telefonia mondiale, come Nokia, Motorola ed Ericsson, a sviluppare smartphone abilitati alla connessione WAP attraverso l'utilizzo del wireless o della tecnologia Bluetooth.
Dal lancio dell'iPhone sono state sviluppate molte applicazioni, come FanGo, che permette all'utente di poter acquistare cibo, bevande o accessori di abbigliamento direttamente dal proprio telefono.
Nei prossimi anni lo sviluppo sempre maggiore di questo genere di applicazioni permetterà di avere un rapporto ancora più stretto tra l'M-commerce e gli smartphone.

## Prodotti e servizi disponibili

### Mobile ticketing
I biglietti possono essere acquistati utilizzando delle semplici applicazioni, che sfruttando il WAP oppure la tecnologia radio a corto raggio, inviano al telefono un codice, che presentato all'ingresso, sarà poi validato attraverso un apposito lettore.
Il Mobile ticketing viene utilizzato da aeroporti, stazioni ferroviarie, metropolitane, cinema, concerti, stadi e fiere.
Questo sistema permette di snellire le code alle biglietterie, e mentre in Giappone è già una realtà molto consolidata, in Italia è ancora in fase di sperimentazione.

### Carte di fedeltà
Il Mobile ticketing può essere utilizzato anche per la distribuzione delle carte fedeltà. Queste vengono inviate direttamente sul telefono, che presentato poi alla cassa, permetterà di usufruire degli stessi privilegi di un cliente fornito della normale carta fisica.

### Acquisto di contenuti multimediali
L'M-commerce permette anche l'acquisto e il download di contenuti multimediali come sfondi, suonerie e giochi per il proprio smartphone. La presenza contemporanea di lettori MP3 e video negli ultimi telefoni cellulari, consente l'acquisto di tracce audio e film completi. Inoltre con lo sviluppo della tecnologia 4G, basata sul wireless, sarà possibile scaricare un film su un dispositivo mobile in pochi minuti.

### Servizi di informazione
Una grande varietà di informazioni possono essere fornite all'utente direttamente nel suo cellulare, nello stesso modo in cui esse sono disponibili in un normale Pc. Ad esempio sono disponibili news, risultati sportivi, dati finanziari e informazioni sul traffico stradale. Queste ultime, a differenza delle altre, possono essere personalizzate in base alle esigenze dell'utente. Questo tipo di servizio prende il nome di multicast.

### Mobile banking
Negli ultimi anni le banche stanno investendo sull'M-commerce, per dare ai proprio clienti, oltre le informazioni sul proprio conto, anche la possibilità di fare transazioni e acquistare o vendere azioni. Questo fenomeno ha preso il nome di Mobile Banking o M-banking.

### Aste
Nel corso degli ultimi 3 anni, le aste effettuate attraverso i dispositivi mobili, sono diventate più popolari. In particolare si sono diffuse molto le aste al ribasso, che consistono nel vendere l'oggetto all'offerta unica più bassa. Tutte le offerte sono segrete e ogni utente può fare più di un'offerta pagando ogni volta.

### Mobile Browsing
Con lo sviluppo dell'M-commerce, come per i normali PC, sono stati sviluppati dei browser. come ad esempio Opera Mobile, che presenta un'ottima velocità di rendering. Grazie a questo è possibile fare acquisti online in qualsiasi momento e visualizzare i cataloghi dei vari rivenditori.

## Sicurezza
Nell'attività di M-commerce, la sicurezza informatica svolge un ruolo di primaria importanza, in quanto fornisce un presupposto che sviluppi fiducia da parte degli utenti. Infatti dati sensibili, come i numeri delle carte di credito e i dati personali, nelle transazioni devono avere un canale di comunicazione sicuro.
Tutto ciò ha portato degli accorgimenti su diversi aspetti e in particolare:
- l'accesso alle applicazioni che trattano dati sensibili dovrebbe essere fatto attraverso l'utilizzo di una password. Così anche in caso di smarrimento del dispositivo, i dati sarebbero comunque protetti.
- autenticazione attraverso l'utilizzo del protocollo SSL che permette di criptare i dati in modo da prevenire eventuali manomissioni da parte di terzi. Questo è il metodo più utilizzato perché è supportato da tutti i browser e non richiede nessun particolare software.